# Митин, Вадим Игоревич
Вадим Игоревич Митин (1931—2010) — специалист в области оптических средств вооружения надводных и подводных кораблей ВМФ, лауреат Государственной премии СССР(1983) и Премии правительства РФ (2000).
Выпускник оптического факультета ЛИТМО 1957 года.
Работал на ГОМЗ (с 1993 — ОАО «ЛОМО»):
- 1957—1958 мастер по сборке дальномеров для крейсеров типа «Свердлов»;
- с 1958 разработчик астронавигационных системам и навигационных комплексов для кораблей ВМФ;
- 1958—1962 старший инженер при разработке навигационных комплексов «Лира» для надводных кораблей и астронавигационных систем «Сила» и «Север» для подводных лодок (1958—1962);
- 1960—1964 заместитель главного конструктора при создании комплексов «Сегмент» и «Сигма».
- главный конструктор комплексов «Волна», «Тобол» (1964—1970), «Заря» (1971—1975) и «Шлюз» (1980—1983).
- 1985—1990 главный конструктор астронавигационной системы «Чакона-Б» для тяжёлого авианесущего крейсера «Адмирал флота Советского Союза Кузнецов» (1985-90).

Лауреат Государственной премии СССР(1983 - за создание астрокорректора «Волна») и Премии правительства РФ (2000). Награждён орденом Трудового Красного Знамени.